# 부천동
부천동(富川洞)은 대한민국 경기도 부천시의 행정동이다. 2019년 7월 1일 역곡1동, 역곡2동, 원미1동, 춘의동, 도당동이 병합되어 만들어졌다.

## 법정동
- 역곡동(驛谷洞)
- 춘의동(春衣洞)
- 도당동(陶唐洞)
- 원미동(遠美洞)

## 연혁
- 1914년 4월 1일: 부천군 계남면 벌응절리, 괴안리, 조종리, 표절리, 오정면 도당리.
- 1931년 4월 1일: 계남면이 소사면으로 개칭함.
- 1941년 10월 1일: 소사면이 소사읍으로 승격함.
- 1973년 7월 1일: 부천시 승격으로 부천시 역곡동, 괴안동, 원미동, 춘의동이 됨. 행정동 역곡괴안동, 원미춘의동이 설치됨. 도당리는 김포군 오정면으로 편입됨.
- 1975년 10월 1일: 김포군 오정면을 부천시에 편입하고, 종전의 도당리, 약대리, 내리, 삼정리를 관할로 행정동 신흥동이 설치됨.
- 1977년 5월 1일: 원미춘의동이 중앙동으로 개칭함.
- 1982년 9월 1일: 중앙동이 원미동, 춘의동으로 분동함.
- 1982년 10월 1일: 신흥동이 신흥1동(도당동, 약대동)과 신흥2동(내동, 삼정동)으로 분동함.
- 1983년 10월 1일: 역곡괴안동이 역곡동, 괴안동으로 분동함.
- 1988년 1월 1일: 구제 실시로 부천시 중구 원미동, 춘의동, 도당동, 남구 역곡동이 됨.
- 1990년 1월 1일: 신흥1동에서 도당동이 분동함.
- 1993년 2월 1일: 중구 원미동, 춘의동, 도당동을 원미구로, 남구 역곡동을 원미구 역곡동으로 개칭함.
- 2016년 7월 4일: 구제 폐지.
- 2019년 7월 1일: 광역동 제도의 도입에 따라 역곡1동, 역곡2동, 원미1동, 춘의동, 도당동을 부천동으로 통합함.
- 2024년 1월 1일: 일반동 제도의 도입에 따라 부천동을 역곡1동, 역곡2동, 원미1동, 춘의동, 도당동으로 분동함.

## 교육
- 초등학교
  - 부천북초등학교
  - 부천동초등학교
  - 부천역곡초등학교
  - 부천동곡초등학교
  - 원미초등학교
  - 옥산초등학교
- 중학교
  - 역곡중학교
  - 원미중학교
  - 소명여자중학교
- 고등학교
  - 역곡고등학교
  - 소명여자고등학교
- 대학교
  - 부천대학교

## 명소
- 원미산
- 향림사
- 부흥시장
- 부천종합운동장

## 교통

### 지하철
- ● 수도권 전철 1호선
  - 역곡역
  - 부천역
  - 소사역
- ● 서울 지하철 7호선
  - 춘의역
  - 부천종합운동장역
  - 까치울역

## 행사
- 도당산 벚꽃축제
- 부천국제영화제